# Amtsgericht Velbert

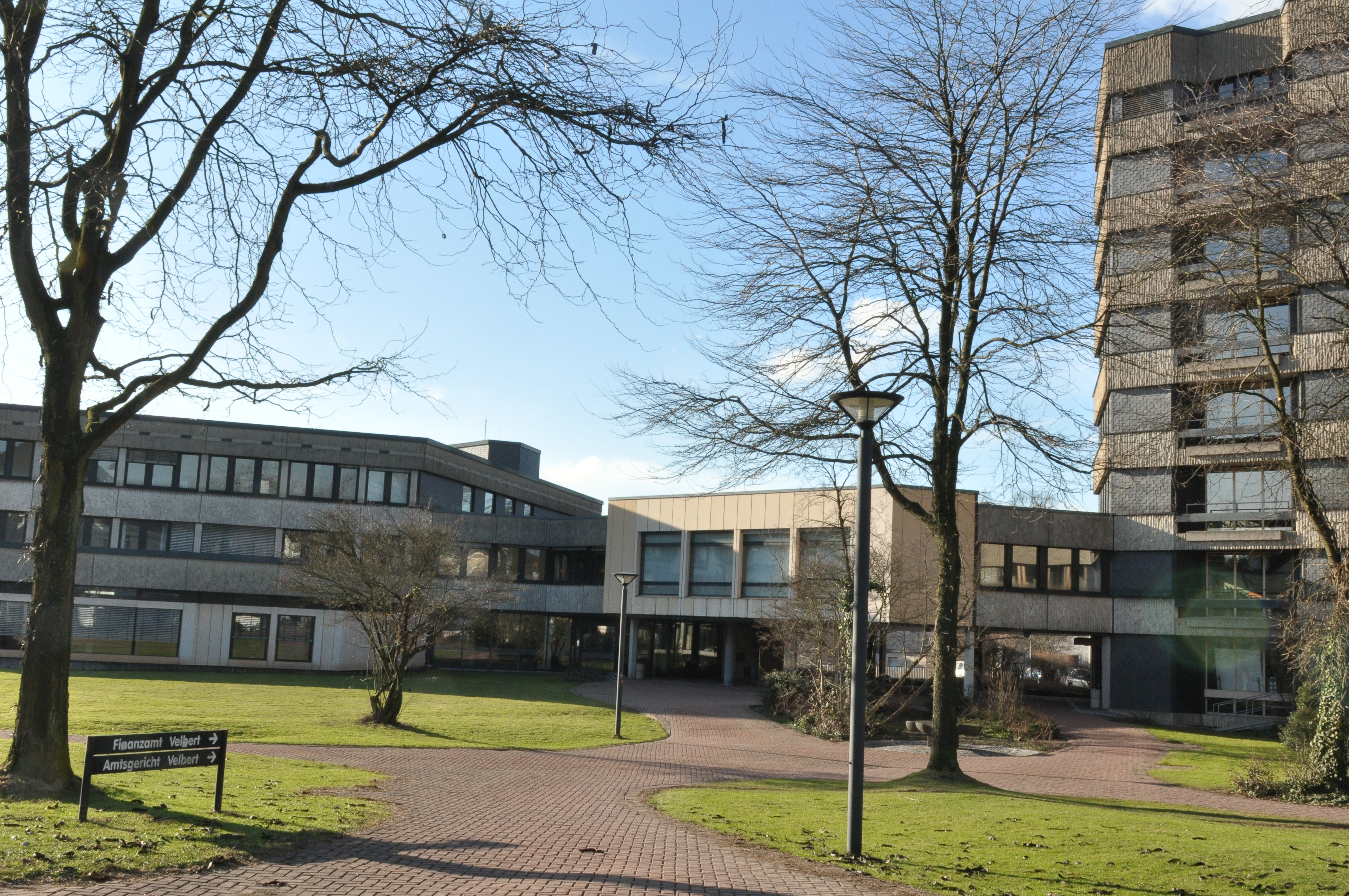
Amtsgericht Velbert, Walter-Simons-Platz, Velbert (2015)

Das Amtsgericht Velbert ist ein Gericht der ordentlichen Gerichtsbarkeit und eines von fünf Amtsgerichten im Bezirk des Landgerichts Wuppertal.

## Gerichtssitz und -bezirk
Sitz des Gerichts ist Velbert in Nordrhein-Westfalen. Der Gerichtsbezirk umfasst die Gemeinden Heiligenhaus und Velbert. Der Platz vor dem Amtsgericht wurde 1993 in Walter-Simons-Platz umbenannt, genau 100 Jahre nachdem der spätere Reichsaußenminister Walter Simons zum ersten Amtsrichter in Velbert ernannt wurde.

## Über- und nachgeordnete Gerichte
Dem Amtsgericht Velbert ist das Landgericht Wuppertal übergeordnet. Zuständiges Oberlandesgericht ist das Oberlandesgericht Düsseldorf.

## Geschichte
Mit der Neuordnung der Gerichtsorganisation im Großherzogtum Berg wurde Ende 1811 das Friedensgericht Velbert als Gericht erster Instanz eingerichtet. Es war dem Tribunal erster Instanz Düsseldorf nachgeordnet. Preußen übernahm 1814 die bergischen Gerichte. Die bisherigen Friedensgerichte blieben bestehen, die Tribunale 1. Instanz wurden in Kreisgerichte umbenannt. Das Friedensgericht Velbert war nun dem Kreisgericht Düsseldorf zugeordnet. 1820 wurde die Gerichtsorganisation geändert. Die Kreisgerichte wurden nun zu Landgerichten. Das Friedensgericht Velbert wurde dem Landgericht Elberfeld nachgeordnet. Im Rahmen des Gerichtsverfassungsgesetzes von 1879 wurde in Velbert zunächst kein Amtsgericht errichtet. Durch das Gesetz, betreffend die Errichtung eines Amtsgerichts in der Stadt Velbert, vom 2. Juni 1890 wurde jedoch die Errichtung eines Amtsgerichts angeordnet, was mit dem Inkrafttreten des Gesetzes zum 1. April 1893 auch geschah.